# Metazygia yobena
Metazygia yobena là một loài nhện trong họ Araneidae.
Loài này thuộc chi Metazygia. Metazygia yobena được Herbert Walter Levi miêu tả năm 1995.